# Protopolybia biguttata
Protopolybia biguttata är en getingart som beskrevs av Joseph Charles Bequaert 1944.
Protopolybia biguttata ingår i släktet Protopolybia och familjen getingar. Inga underarter finns listade i Catalogue of Life.